# Andreas Gillardon der Jüngere
Andreas Gillardon der Jüngere (* 21. November 1697 in Grüsch; † 22. September 1751 in Maienfeld) war ein Schweizer reformierter Pfarrer.

## Leben
Andreas Gillardon der Jüngere wurde am 21. November 1697 als ältester Sohn des Andreas Gillardon der Ältere und der Margreth Täscher in Grüsch im Kanton Graubünden geboren. Nachdem er von seinem Vater unterrichtet wurde, besuchte er ab 1714 eine Schule in Halle; an der dortigen Lateinschule war er seit dem 26. April 1714 und war dort der erste Schüler  aus Graubünden. Ab 1716 studierte er zuerst an der Universität Bern, dann an der in Bern und zuletzt an der Universität Basel Theologie. 1718 nahm man ihn in Samaden in die evangelisch-rätische Synode auf.
Da er deshalb als Pfarrer tätig sein durfte, arbeitete Gillardon ab dem gleichen Jahr in Valzeina als Pfarrer und löste 1719 seinen Vater in Grüsch ab. 1736 wechselte er nach Maienfeld, wo er bis zu seinem Tode am 22. September 1751 wirkte. Wie sein Vater war auch er einer der bedeutendsten Pietisten in Graubünden.

## Werke
- Die Herrlichkeit derjenigen/welche wohl und seelig sterben 12.1.1726 (Cecilia von Salis, geb. Schmid von Grünegg) (Chur 1726)
- Der rechte Gebrauch der göttlichen Gütigkeit, in Gegenwart der Ehren-Gesandten von Zürich und Bern, zu Chur, in der Kirchen St. Regula vorgestellt (Chur 1729)
- Einer gläubigen Seele/Einiger und bester Theil. In einer Christenlichen Leich-Predigt Des Jacob Otten, 7.12.1731 in den Kirchen zu Grüsch (Chur 1731)
- Daß Betrübte und Beweinenswürdige Ende eines großen in Israel/oder Christliche Gedächtnis-Predigt deß Herren Herculis de Salis (Chur 1732)
- Das Bild einer Gott gefälligen Wittwe/in einer Christenlichen Leich-Predigt vorgestellt (Margaretha Brügger, geb. von Salis 1668-1737)
- Das Bild eines Gott und Menschen gefälligen Officiers Bei Bestattung des Johannes von Salis. 9.01. 1738 (Chur 1738)
- Das Verlangen einer gläubigen Seele nach der Gemeinschaft mit Gott/In einer Christlichen Leich-Predigt vorgestellt (Carl Gubert Salis 1660- 1740) (Chur 1740)
- Den über allen Unglauben siegenden Asaph betrachtet bey volckreicher Bestattung (Leichenpredigt für Johann Friedrich Brügger 1693-1743) (Chur 1743)
- Das Klägliche End eines Dieben und Mörders, vorgestellt bey der Hinrichtung Josef Scheuweilers von Wolffhag an der Turgäu. Welcher zu Meyenfeld gerederet (St. Gallen 1750)